# 대한민국의 고등학교 영어 교과목
대한민국의 고등학교 영어 교과목은 대한민국의 고등학교에서 영어 배우는 과목이다. 단위 수업 시간은 50분이다.

## 교육과정

### 국민 기본 공통 교과
국민공통교육과정에 해당하는 교과목이다.
- 5차 교육과정 : 영어 I
- 6차 교육과정 : 공통 영어
- 7차 교육과정 : 영어
- 2007 개정 교육과정 : 영어
- 2015 개정 교육과정 : 영어

### 선택 중심 교과
영어과 심화선택과목에 해당하는 교과목으로서, 대부분의 인문계 고등학교와 자연계 고등학교, 외국어 고등학교에서 과목을 이수시킨다.
- 5차 교육과정 - 영어 II
- 6차 교육과정 - 영어 I, 영어 II, 영어 독해, 영어 회화, 실무영어
- 7차 교육과정 - 영어 I, 영어 II, 영어 독해, 영어 회화, 영어 작문
- 2007 개정 교육과정 - 영어 I, 영어 II, 실용 영어 회화, 심화 영어 회화, 영어 독해와 작문, 심화 영어 독해와 작문
- 2015 개정 교육과정 - 영어 I, 영어 II, 영어 회화, 영어 독해와 작문, 실용 영어, 영어권 문화, 진로영어, 영미 문학 읽기

## 같이 보기
- 대한민국의 고등학교 교과목